# Kursächsische Außenpolitik
Das Kursächsische Außenpolitik behandelt alle zwischenstaatlichen Austauschprozesse zwischen Abgesandten des Kurfürstentums Sachsen und Auswärtigen Akteuren im diplomatischen Auftrag in der Zeit von 1356 bis 1806.

## Diplomatie nach dem Westfälischen Frieden

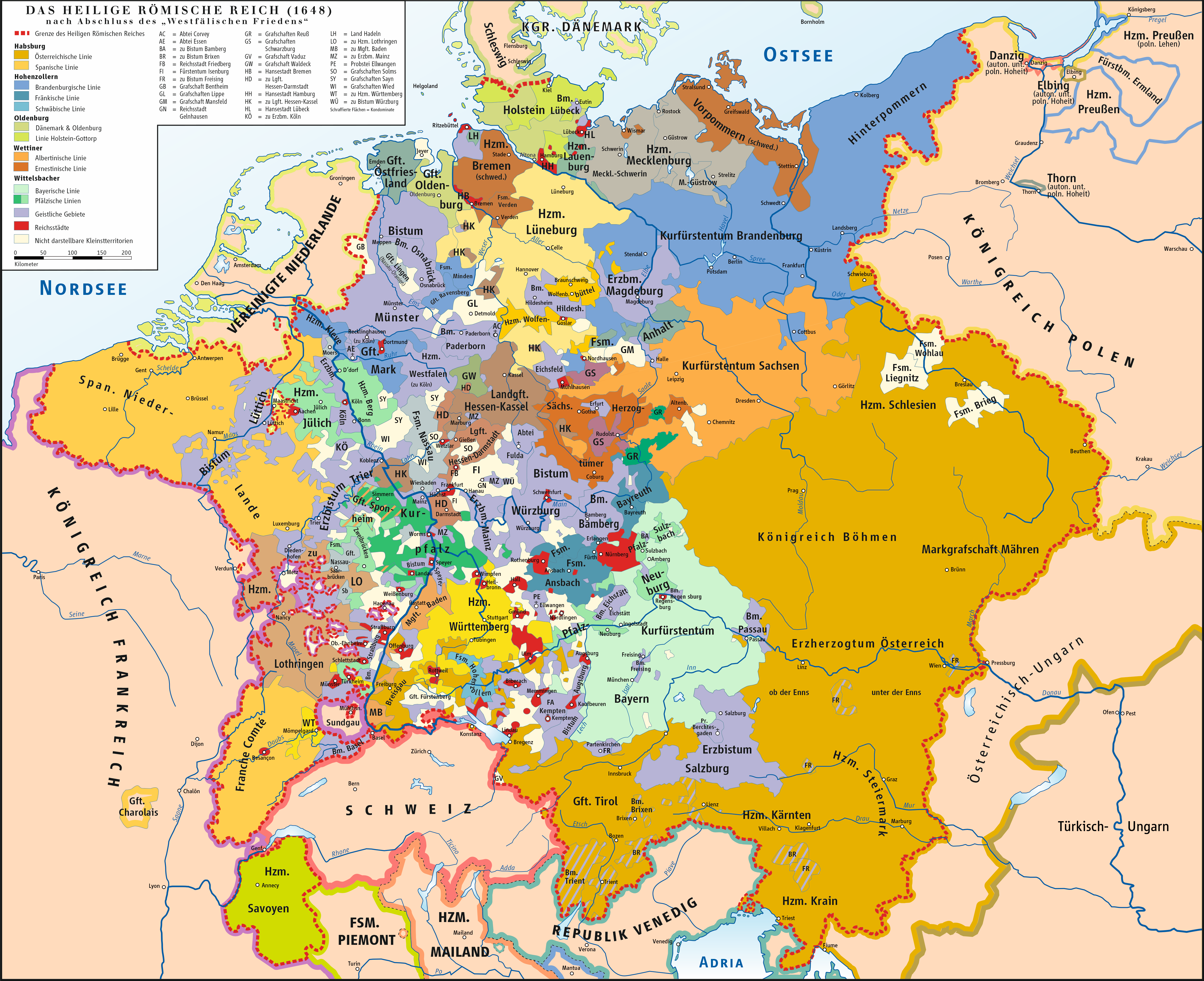
Das Heilige Römische Reich 1648

Der Westfälische Frieden 1648 veränderte die Rahmenbedingungen der kursächsischen Außenpolitik maßgebend. Er verlieh den mächtigeren Staaten des Reiches, zu denen Sachsen zählte, durch das festgeschriebene Bündnisrecht mit ausländischen Mächten eine feste Legitimation und attraktivere Rahmenbedingungen für eine eigenständige Außenpolitik. Das führte zur vermehrten Ausbildung diplomatischer Gesandtschaften auch in Sachsen. Diese hatten aber zunächst den Charakter von temporären Gesandtschaften.
Auf dem Reichstag zu Regensburg vertrat der kursächsische Gesandte Augustin Strauch die Interessen von Kursachsen von 1653 bis zum Reichsabschied 1654. Zehn Jahre später übernahm Strauch dann auch die kursächsische Gesandtschaft am Immerwährenden Reichstag, was nach seinem Tod 1674 seine Nachfolger Christoph Friedrich von Gersdorff, Anton Schott, Johann Friedrich Graf von Schönberg, Johann Georg von Ponikau und andere bis 1806 fortsetzten.
1654 wurden den Reichsfürsten das Recht auf Unterhaltung stehender Heere zugestanden. Dies ermöglichte den Fürsten im Reich auch aggressionspolitisch in der Außenpolitik eigene Ziele zu verfolgen. Sachsen hatte als mittlere Macht ähnlich wie Brandenburg, Bayern und Hannover das Ziel die prekäre Situation als mittlere Macht zu überwinden, um sich nicht an eine Großmacht anbinden zu müssen. Das alles führte dazu, dass die auswärtigen europäischen Großmächte sich um die Gunst dieser deutschen Mittelstaaten bemühten und diese in ihre Konflikte mit einbezogen. Das Reich war nicht mehr die primäre Interessenvertretung für sächsische Angelegenheiten.
Sachsen enthielt sich seit den späten Regierungsjahren von Kurfürst Johann Georgs I. weitreichender außenpolitischer Ambitionen. Die Kurfürsten akzeptierten die Ergebnisse des Westfälischen Friedens grundsätzlich und setzten nach 1648 weitgehend auf den inneren Landesausbau.
Im 17. Jahrhundert unterhielt Kursachsen direkte Beziehungen zu einigen Reichsfürsten. Eigene Vertreter und Missionen wurden aber an Höfen von europäischem Rang – außer am Wiener Hof – nicht unterhalten.
Die Beziehungen zu Frankreich beispielsweise wurden in der zweiten Hälfte des 17. Jahrhunderts durch den Pfälzer Rat Reiffenberg aufrechterhalten.
Die Beziehungen nach Dänemark gestalteten sich als Familienbeziehung. Familienangehörige der Wettiner waren dort häufig zu Gast. Weitergehende europäische Beziehungen zu europäischen Mächten pflegte Sachsen in der Mitte des 17. Jahrhunderts kaum. Zu Brandenburg-Preußen unterhielten sächsische Gesandte und Offizielle vertraute und abgeklärte Beziehungen, die durch die Nähe des Nachbarn einfach aufrechterhalten werden konnten. Zu den Niederlanden, ein bedeutendes internationales Zentrum im 17. Jahrhundert wurden intensivere Kontakte unterhalten. Dort wurden wichtige Friedensverhandlungen zwischen den europäischen Mächten ausgehandelt.
Nach Den Haag entsandte Kursachsen den Gesandten Martin Tanck. Er residierte von 1649 bis 1664 für Kursachsen in Den Haag. Danach blieb der Posten in Den Haag für längere Zeit nicht besetzt. Der nächste Sondergesandte Sachsens war Johann Peter Werdermann (1615–1674) 1668 gewesen. Eine ständige Vertretung wurde in dieser Zeit noch nicht durch Sachsen unterhalten.

## Sächsische Diplomatie bis zu den Schlesischen Kriegen

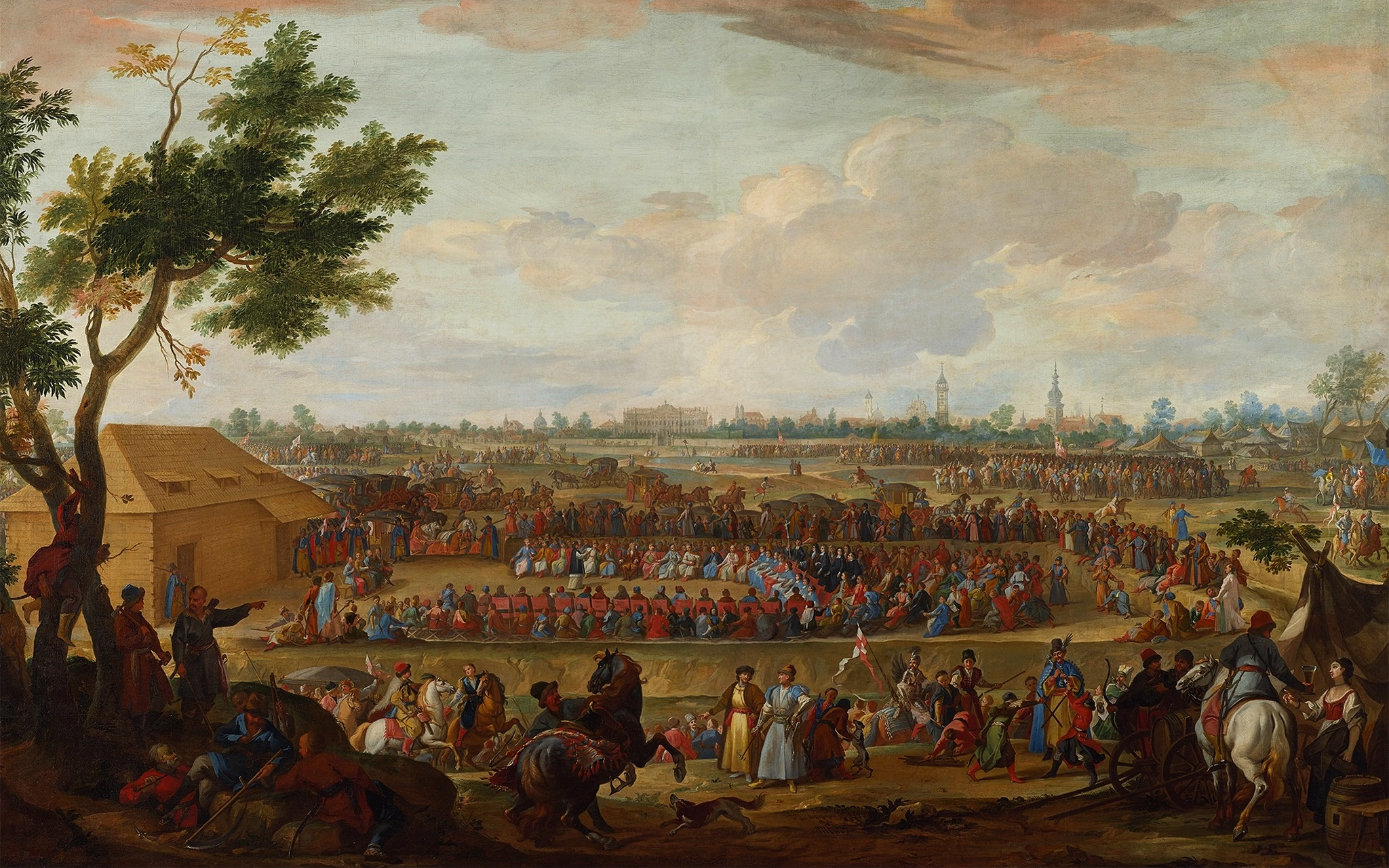
Wahl im Jahre 1697

Personalunion Sachsen-Polen, jeweils grün-weiß umrandet

Die territorialen Kurfürsten im Reich versuchten zu Ende des 17. Jahrhunderts ihren eigenen Rangstatus zu verbessern und strebten nach der Königskrone um von den europäischen Mächten als gleichwertig anerkannt zu werden. Dies gelang neben Sachsen nur Preußen 1701 und etwas später Hannover mit der Bildung der Personalunion Hannover-England. Das Gesandtenwesen erfuhr um 1700 eine erhebliche Ausweitung. Ständige Vertretungen sorgten für regelmäßige Nachrichten von den einzelnen Höfen und ermöglichten so ein dichtes Kommunikationsnetz zwischen den Fürstenherrschern.
Mit der ambitionierten Polenpolitik unter Friedrich August I. ab 1697, die im gleichen Sommer mit der Königswahl des Kurfürsten offenbart wurde, änderte sich die Stellung Sachsens im europäischen Ranggefüge. Friedrich August I. verfolgte klare außenpolitische Ambitionen und verfolgte dabei eigene dynastische Interessen. Als König von Polen verlagerte er den Schwerpunkt sächsischer Politik in den Osten Europas. Er ordnete fortan die sächsische Diplomatie seinen Bestrebungen unter. Polnische Belange wurden ebenso über sächsische Diplomaten erörtert, die polnischen Institutionen in der Ausübung ihrer Funktion behindert. Dazu erweiterte August das diplomatische Netz in ganz Europa, so dass in fast allen Staaten Europas sächsische Gesandte dauerhaft vertreten waren. Die Rangerhöhung der sächsischen Kurfürsten führte zu hohen Prestigegewinnen, die sich zum Beispiel bei Friedensverhandlungen oder der Durchsetzung von Erbansprüchen bemerkbar machten.
Gesandtschaftsberichte gingen primär an den Kurfürsten und als Zweitschrift auch an das Geheime Konzilium.
Sachsens Herrscher lehnte sich stark an das habsburgische Kaisertum an und konvertierte in der Folge zum katholischen Glauben. Sachsen gehörte zu den Initiatoren des Großen Nordischen Krieges. Die selbst auferlegte Großmachtpolitik Sachsens durch August den Starken scheiterte im Großen Nordischen Krieg vor allem aufgrund der Kriegsniederlagen gegen Schweden. Weiteren Expansionsbestrebungen Sachsens in Livland und einer gemeinsamen Verbindung zwischen Polen und Sachsen durch Eingliederung Schlesiens in den wettinischen Herrschaftsbereich wurde seitdem und durch das Erstarken Brandenburg-Preußens Einhalt geboten. Die Vereinigung der beiden Landesteile Sachsen und Polen als Realunion, ein zentrales Ziel der sächsischen Kurfürsten seit 1697 scheiterte aufgrund der Unterschiedlichkeit beider Länder im Ansatz. Eine hohe Belastung der Staatsfinanzen beendeten nach dem Tod Augusts die sächsischen Abenteuer auf der großen europäischen Bühne.
Es zeigte sich, das Sachsen, das in einer strategisch wichtigen Lage zwischen den Anrainern Preußen und Habsburg immer öfters zwischen die Fronten geriet und nach 1740 nicht mehr in der Lage war, sich aus dieser gefahrvollen Lage herauszubegeben.
Der Anfall der polnische Krone an Sachsen hatte das Konkurrenzverhältnis zwischen Kursachsen und Brandenburg noch weiter verschärft, weil Preußens Könige danach strebten Westpreußen als Brücke zwischen dem Königtum Preußen und den restlichen Gebieten auf Kosten Polens zu erwerben.
Nach dem Tod Augusts des Starken übernahm Premierminister Heinrich von Brühl die Kontrolle über die auswärtigen Angelegenheiten Sachsens.